# Polystichum pseudo-xiphophyllum
Polystichum pseudo-xiphophyllum là một loài thực vật có mạch trong họ Dryopteridaceae. Loài này được Ching ex H.S. Kung miêu tả khoa học đầu tiên năm 1997.